# Sophus Hansen
Sophus Peter Hansen (Koppenhága, 1889. november 16. – Koppenhága, 1962. február 19.) dán nemzetközi labdarúgó-játékvezető, labdarúgó.

## Pályafutása

### Labdarúgóként
1906 és 1921 között a BK Frem labdarúgócsapatban csatár poszton játszott. 1911. október 21. – 1920. augusztus 28. között 31 alkalommal volt válogatott játékos. Az  1912. évi nyári olimpiai játékok labdarúgótornáján az ezüstérmes csapat tagja.
| Időpont         | Helyszín                    | Mérkőzés típusa | Mérkőzés             | Játékvezető          | Eredmény | Nézők száma |
| --------------- | --------------------------- | --------------- | -------------------- | -------------------- | -------- | ----------- |
| 1912. július 4. | Olimpiai Stadion, Stockholm | döntő           | Nagy-Britannia–Dánia | Christiaan Groothoff | 4 : 2    | 25 000      |

Az 1920. évi nyári olimpiai játékok labdarúgótornáján csapatkapitány, az első fordulóban vereséget szenvedtek, kiestek a további küzdelmekből.

### Labdarúgó-játékvezetőként

#### Nemzeti játékvezetés
Labdarúgó-játékosként egyre több mérkőzés vezetését vállalta el. Játékos-pályafutását befejezve gyors besorolásának köszönhetően a nemzeti bajnokságban szolgálta a labdarúgást.

#### Nemzetközi játékvezetés
A Dán labdarúgó-szövetség Játékvezető Bizottsága (JB) 1922-ben terjesztette fel nemzetközi játékvezetőnek, a Nemzetközi Labdarúgó-szövetség (FIFA) bíróinak keretébe. Több nemzetek közötti válogatott és klubmérkőzést vezetett. Az aktív nemzetközi játékvezetéstől 1935-ben búcsúzott. Válogatott mérkőzéseinek száma: 14.

#### Nemzetközi kupamérkőzések
Vezetett Kupa-döntők száma: 2.

##### Közép-európai kupa
| Időpont             | Helyszín                    | Mérkőzés típusa        | Mérkőzés                      | Eredmény | Nézők száma |
| ------------------- | --------------------------- | ---------------------- | ----------------------------- | -------- | ----------- |
| 1930. szeptember 8. | Rapid-Platz Stadion, Bécs   | egyik elődöntő         | SK Rapid Wien–Ferencvárosi TC | 5 : 1    | 17 000      |
| 1930. november 2.   | Sparta/Letná Stadion, Prága | első döntő mérkőzés    | AC Sparta Praha–SK Rapid Wien | 0 : 2    | 25 000      |
| 1930. november 12.  | Hohe Warte Stadion, Bécs    | második döntő mérkőzés | SK Rapid Wien–AC Sparta Praha | 2 : 3    | 40 000      |

## Magyar vonatkozás
| Időpont           | Helyszín                          | Mérkőzés típusa          | Mérkőzés                   | Eredmény | Nézők száma |
| ----------------- | --------------------------------- | ------------------------ | -------------------------- | -------- | ----------- |
| 1925. július 12.  | Olimpiai Stadion, Stockholm       | 108. válogatott mérkőzés | Svédország–Magyarország    | 6 : 2    | 17 000      |
| 1929. október 6.  | Hungária körúti Stadion, Budapest | 137. válogatott mérkőzés | Magyarország–Ausztria      | 2 : 1    | 32 000      |
| 1932. március 20. | Letenský Stadion, Prága           | 155. válogatott mérkőzés | Csehszlovákia–Magyarország | 1 : 3    | 26 000      |
| 1932. május 8.    | Hungária körúti Stadion, Budapest | 157. válogatott mérkőzés | Magyarország–Olaszország   | 1 : 1    | 40 000      |
| 1933. július 2.   | Idrottsplats Stadion, Solna       | 166. válogatott mérkőzés | Svédország–Magyarország    | 5 : 2    | 18 569      |

#### Skandináv Bajnokság
| Időpont         | Helyszín                    | Mérkőzés típusa               | Mérkőzés            | Eredmény |
| --------------- | --------------------------- | ----------------------------- | ------------------- | -------- |
| 1934. július 1. | Olimpiai Stadion, Stockholm | 1934/1936 évi csoportmérkőzés | Svédország–Norvégia | 3 : 3    |